# Verrätergasse
Die Verrätergasse ist eine Gasse in der historischen Altstadt von Görlitz in der Oberlausitz. Die kurze und schmale Gasse verbindet den Obermarkt auf der Südseite mit der Langenstraße auf der Nordseite. Die Häuser an der Gasse sind alle Seiten- bzw. Hinterhäuser der Langenstraße und des Obermarkts.
Ihren Namen erhielt die Gasse von einem Ereignis aus dem Jahr 1527, dem Görlitzer Tuchmacheraufstand. Die Tuchmacher sollen sich im Hinterhaus Langenstraße 12 versammelt haben, um den Tuchmacheraufstand gegen den städtischen Rat zu planen. Das Haus gehörte Peter Liebig. Laut der Sage wurden die Pläne jedoch verraten und der Rat der Stadt ließ die Turmuhr am sogenannten Mönch der Dreifaltigkeitskirche um sieben Minuten vorstellen. Die Verschwörer verließen zum Glockenschlag des Mönchs ihr Versteck und liefen so den patrouillierenden Wachen des Rates in die Hände. Neun der aufständischen Tuchmacher wurden hingerichtet, 14 eingesperrt und 25 aus der Stadt verwiesen.
An dem Ausgangspunkt der Revolte – an der Tür des Hinterhauses Langenstraße 12 wurden zur Erinnerung an den Verrat die Buchstaben: „D.V.R.T. 1527“ (Der Verräterischen Rotte Tuer) in den zugemauerten Türsturz gehauen. Im Jahr 1575 überbauten die beiden Besitzer der Häuser Obermarkt 26 und 27, Georg Schwettig und Martin Hoffmann, die Verrätergasse zwischen ihren Häusern. Bei dem großen Stadtbrand vom 31. Juli 1717 brannte die komplette Bebauung nördlich des Obermarkts und somit auch die Verrätergasse nieder.
Später wurde an dem Durchgang des Obermarkts eine Tafel mit folgender Inschrift angebracht: „1527 planten die Goerlitzer Tuchmacher ihren dritten Aufstand gegen den Rat um am Stadtregiment beteiligt zu werden. Ihre Anführer kamen im Hinterhaus des Peter Liebig Langenstr. 12 zusammen und horteten hier Waffen. Der Aufstand wurde vorzeitig entdeckt und niedergeschlagen. 9 Verschwörer wurden als Verräter an der Stadt hingerichtet, 19 gefoltert und 25 geächtet. Die Tür durch die sie in Liebigs Haus kamen trägt seither die Inschrift ‚D V R T 1527‘ zu lesen: ‚Der Verräterischen Rotte Tuer‘ – daher der Name Verrätergasse.“

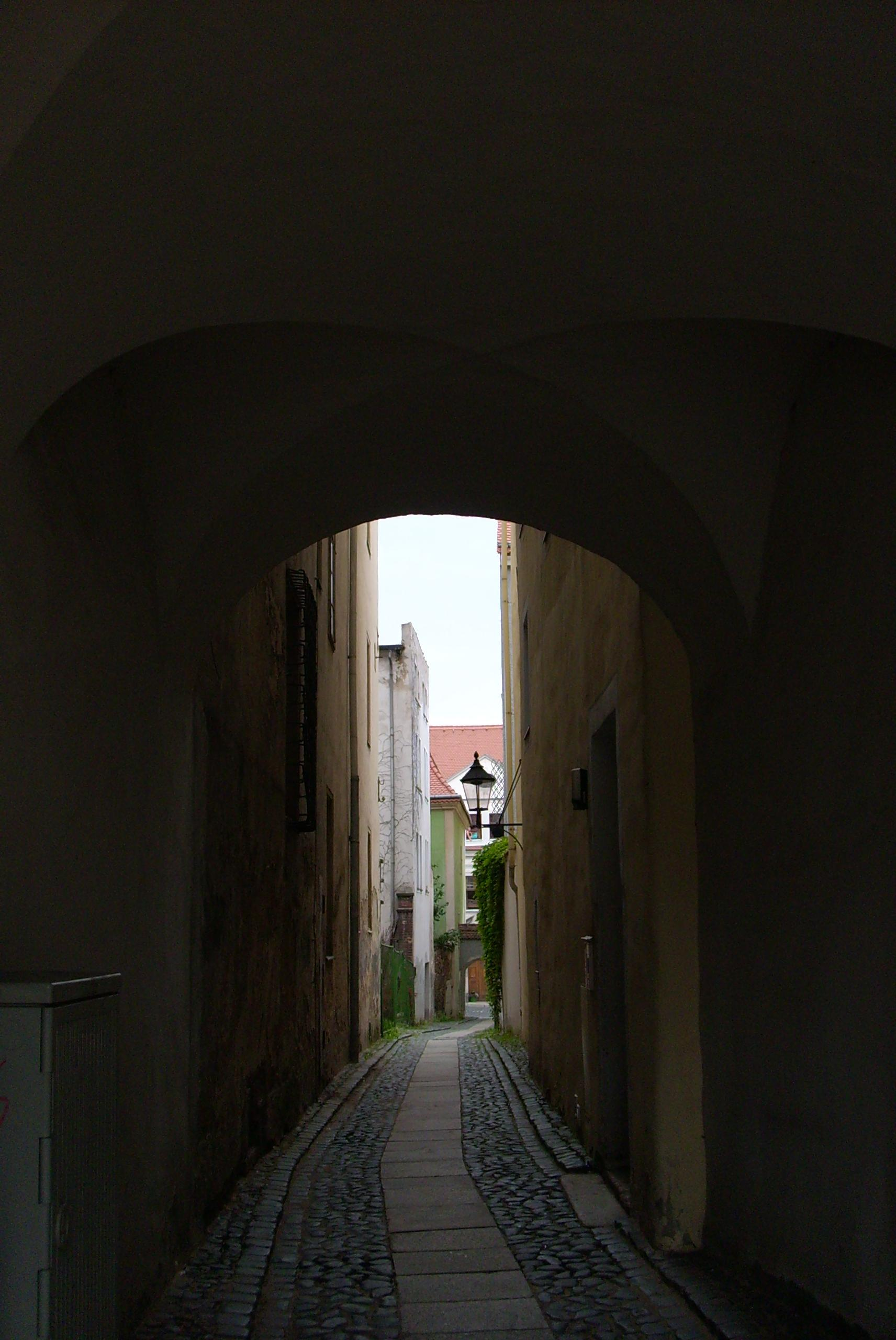
Blick vom Durchgang am Obermarkt in Richtung Langenstraße
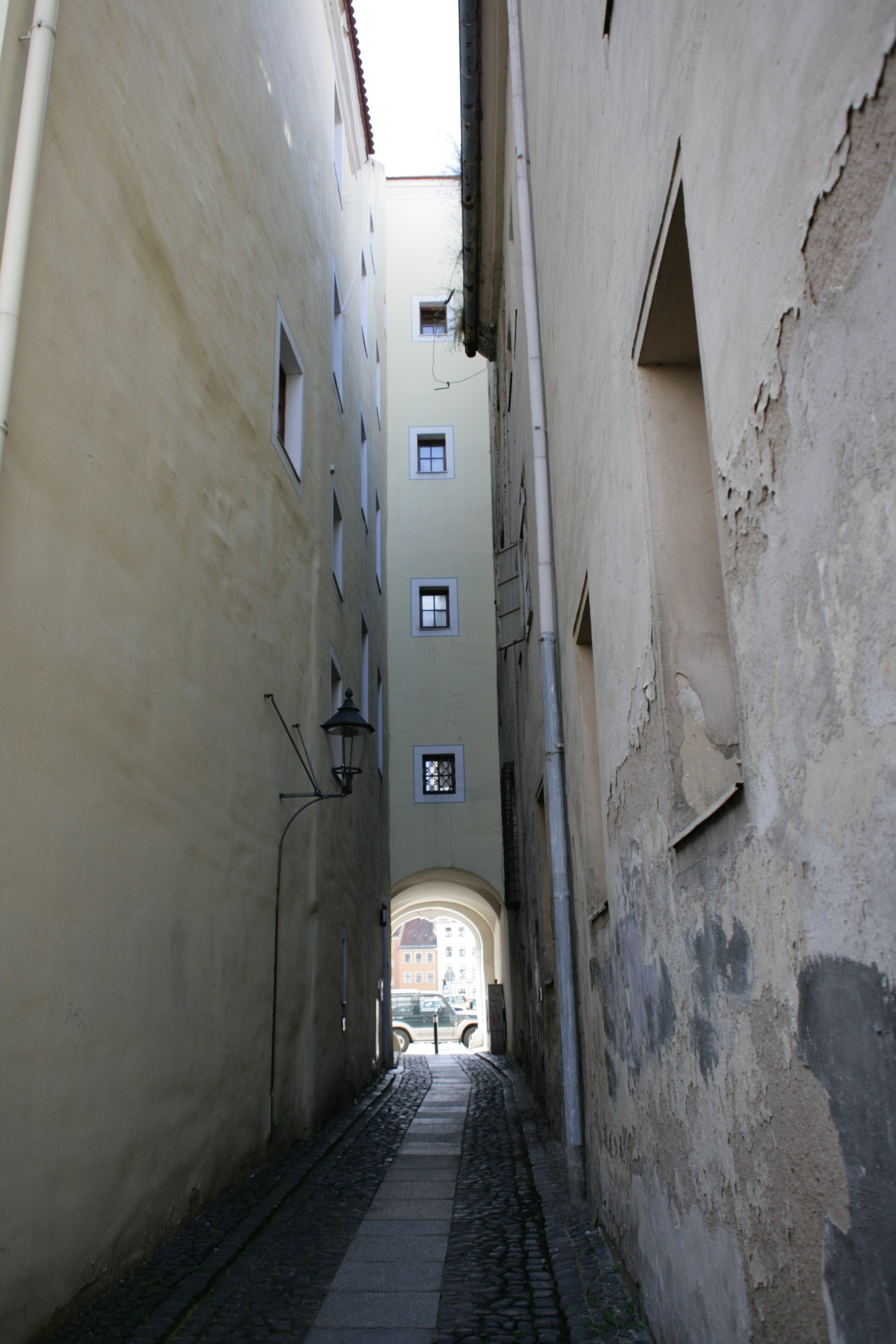
Blick aus der Gasse zum Durchgang am Obermarkt
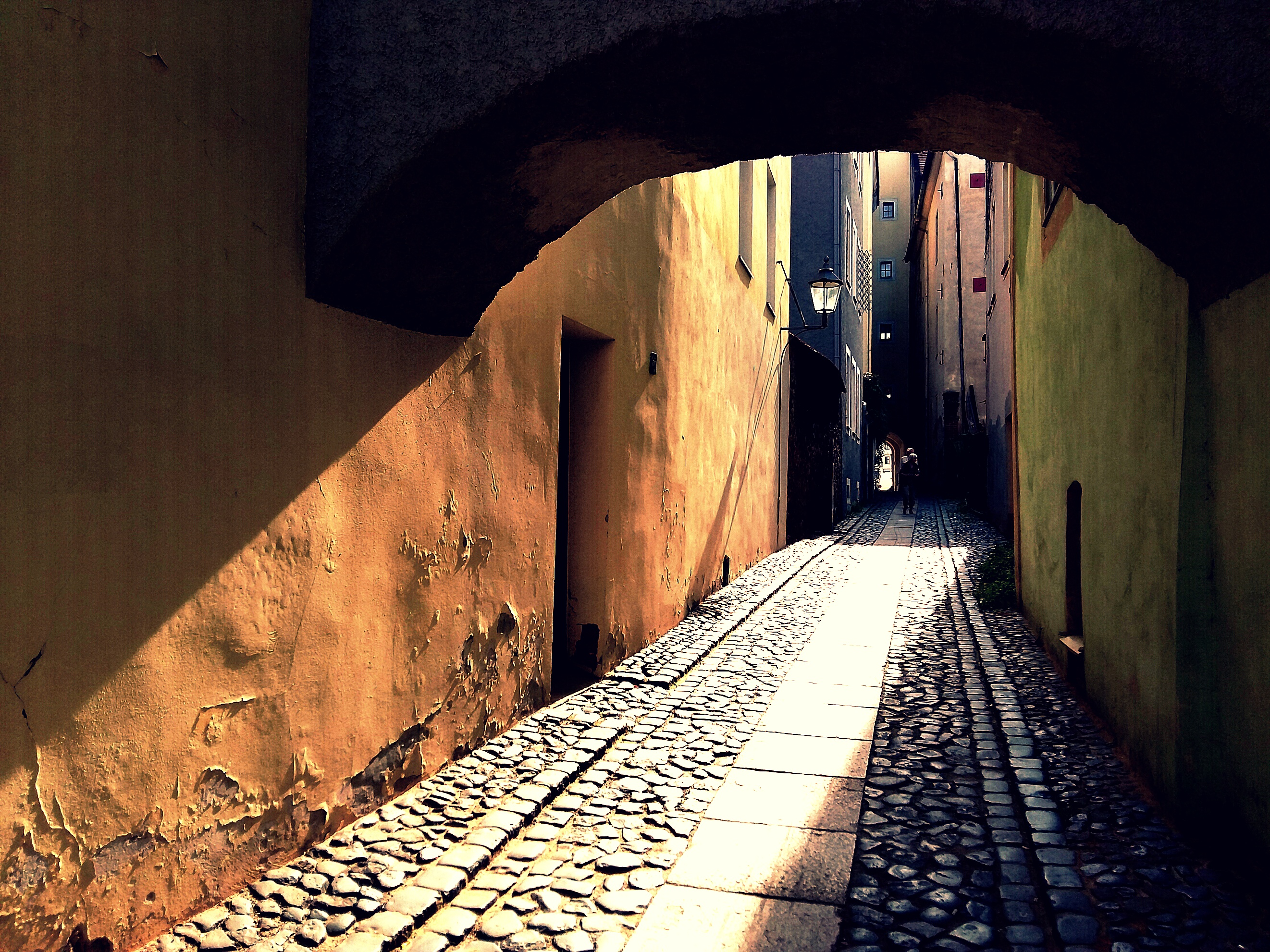
Blick vom Durchgang Langenstraße in Richtung Obermarkt
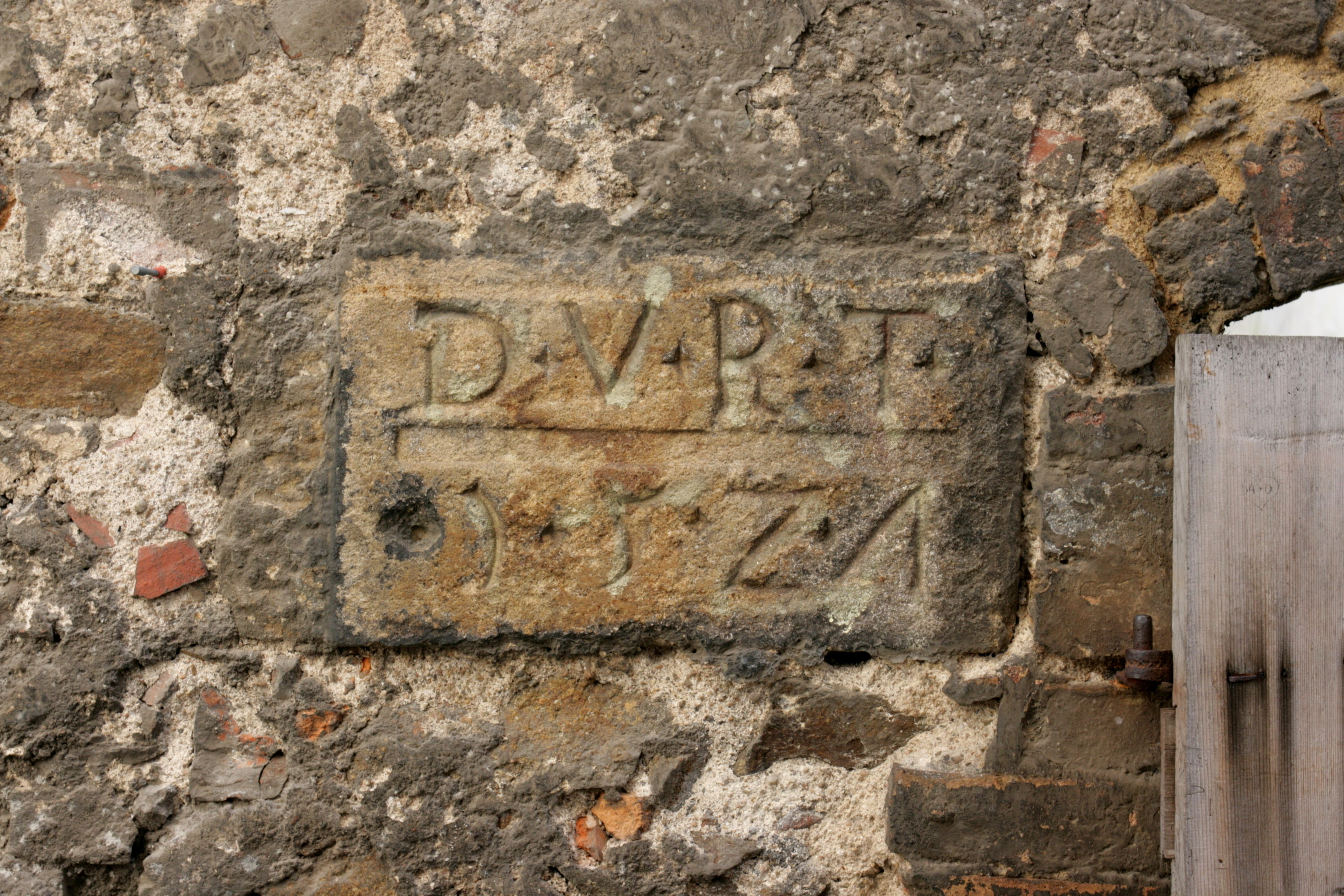
In den ehemaligen Türsturz eingehauene Inschrift
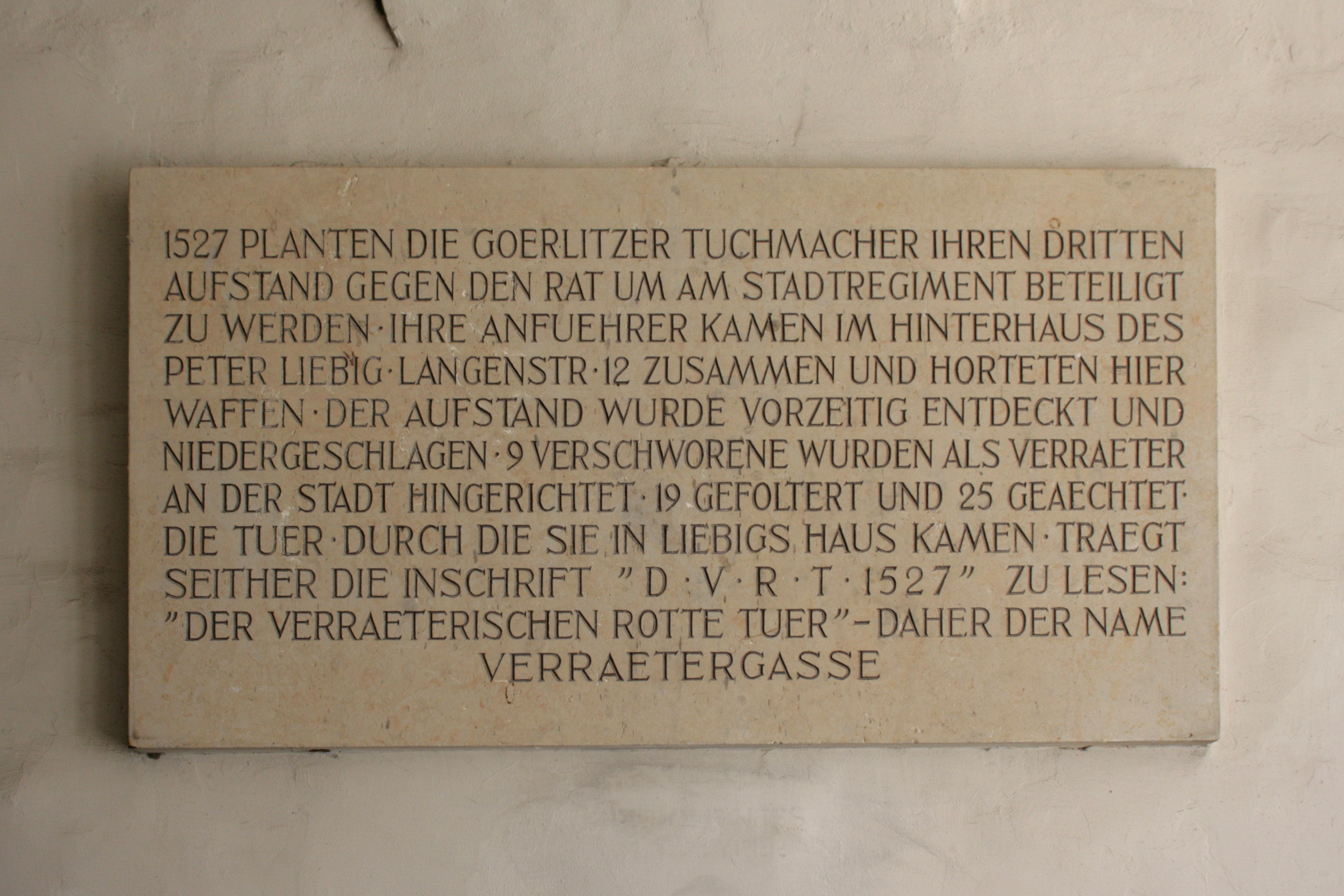
Erläuterungstafel im Durchgang am Obermarkt